# Nancy Spungen
Nancy Spungen, född 27 februari 1958 i Lower Moreland Township i Philadelphia, Pennsylvania, död 12 oktober 1978 på Hotel Chelsea på Manhattan i New York (mördad), mest känd som Sex Pistols-basisten Sid Vicious flickvän.

## Barndom
Nancy Spungen föddes 1958 i Lower Moreland Township, en förort till Philadelphia. Hennes föräldrar, Frank (1934–2010) och Deborah Spungen (född 1937) var båda judar och tillhörde medelklassen. Hon föddes fem veckor för tidigt och led av cyanos, en sjukdom som orsakas av syrebrist i blodet och som gjorde henne blå. Hon hade även gulsot.
Som barn var hon väldigt hyperaktiv och ibland också våldsam mot sina yngre syskon Susan och David Spungen. Hon hotade att döda en barnvakt och när hon var elva år attackerade hon sin mor med en hammare. Vid den åldern hade hon också blivit relegerad från skolan och gick i terapi eftersom hon led av depression, samt begick sitt första självmordsförsök. Efter Nancy Spungens död medgav hennes terapeut att Spungen antagligen var schizofren.

## Vuxenliv
Spungen lämnade sitt hem när hon var 17 år och flyttade till New York. Man tror att hon gjorde sig bekant med Debbie Harry och band som Aerosmith, New York Dolls och The Ramones. Hon drevs av sitt två år gamla heroinmissbruk till att först strippa, eftersom hon behövde pengar till drogerna. Hon flyttade senare till London eftersom alla hennes vänner inom musikvärlden flyttade dit.
På en fest hos en väninna träffade Spungen Sex Pistols och blev av Johnny Rotten presenterad för Sex Pistols-basisten Sid Vicious som hon snart flyttade ihop med. Under sitt 11 månader långa förhållande med Vicious ökade hennes drogmissbruk men också deras kärlek till varandra.

## Hennes tidiga död
Efter Sex Pistols turné i USA flyttade Nancy Spungen och Sid Vicious in på Chelsea Hotel, rum 100. Det var där Spungen hittades död i badrummet under ett tvättställ den 12 oktober 1978. På kvällen den 11-12 oktober 1978 anordnade de en mindre fest och ett par avdankade rockstjärnor, vänner från drogvärlden samt objudna gäster dök upp. Både Vicious och Spungen var höga på ett okänt antal droger eftersom vittnen på hotellet vittnat om att de skulle ha haft ett hundratal dollar att slösa på enbart droger den kvällen. Vicious däckade tidigt och mindes därför inte vad som hänt Spungen, när han vaknade på morgonen och fann henne död under handfatet. Hon hade mördats med ett hugg i magen av en cirka 18 cm lång jaktkniv som Spungen köpt åt Vicious på Times Square. Man tror att hon fick kniven i magen mellan klockan sex och sju på morgonen och dog mellan klockan nio och tio på morgonen, efter att ha förblött. Sid Vicious greps av polisen för mordet men släpptes mot borgen och dog av en heroinöverdos några månader senare, den 2 februari 1979.
Nancy Spungens grav finns på en judisk begravningsplats i Philadelphia i USA.